# Primera División de Kazajistán
La Primera División de Kazajistán (en kazajo: Футболдан Қазақстан бірінші лигасы; Futboldan Kazakstan Birinshi Ligasy) es la segunda división del fútbol en Kazajistán. La liga es controlada por la Unión de Fútbol de Kazajistán (KFF). Se extiende desde la primavera hasta el otoño, por lo que cada campeonato corresponde a un año natural.

## Equipos de la temporada 2024
| Equipo                |
| --------------------- |
| Kaspiy Aktau          |
| FC Aktobe             |
| FC Akzhayik           |
| Okzhetpes Kokshetau   |
| FC Khan Tengri        |
| Altay Oskemen         |
| FK Ulytau             |
| FK Jetisay            |
| FC Arys               |
| FC Ekibastuz          |
| Kaysar Zhas Kyzylorda |
| Kyran Shymkent        |
| FC Turkistan          |
| SD Family Astana      |
| FK Taraz              |
| Kairat-Zhas           |

## Sistema de competición
El sistema del campeonato está definido a través del enfrentamientos entre todos los clubes en partidos de ida y vuelta. El campeón asciende a la Liga Premier, mientras que los tres peor ubicados descienden a la tercera división.

## Historial
La siguiente tabla muestra los nombres de los clubes en la actualidad. Los nombres históricos podrían ser diferentes.
| Temporada | Campeón(es)                                                           | Equipos       | Máximo goleador                                                                                          | Goles         |
| --------- | --------------------------------------------------------------------- | ------------- | --- | ------------- |
| 1994      | FC Caspiy                                                             | 10            | Viktor Babenko (FC Zhetysu Taldykorgan)                                                                  | 19            |
| 1995      | FC Kaisar Kyzylorda                                                   | 13            | Sergei Kurnayev (Ferro Aktobe)                                                                           | 11            |
| 1996      | No se disputó                                                         | No se disputó | No se disputó                                                                                            | No se disputó |
| 1997      | Ferro Aktobe                                                          | 9             | Vladimir Glevich (FC Okzhetpes Kokshetau)                                                                | 7             |
| 1998      | FC Ordabasy Shymkent                                                  | 6             | Andrei Travin (FC Kairat Almaty) Askar Kozhabergenov (FC Kairat Almaty) Sergey Klimov (FC Kairat Almaty) | 4             |
| 1999      | Dinamo Shymkent                                                       | 8             | Baglan Yergeshev (Keden Shymkent)                                                                        | 5             |
| 2000      | FC Aktobe                                                             | 7             | Andrey Nesmeyanov (FC Aktobe)                                                                            | 5             |
| 2001      | FC Ordabasy Shymkent                                                  | 8             | Desconocido                                                                                              | Desconocido   |
| 2002      | FC Ekibastuzets                                                       | 7             | Vadim Chizhikov (FC Ekibastuzets)                                                                        | 11            |
| 2003      | FC Okzhetpes Kokshetau (noreste) FC Yassi Shymkent (suroeste)         | 12+11         | Yerlan Urazayev (FC Almaty)                                                                              | 20            |
| 2004      | FC Bolat Temirtau (noreste) FC Zhambyl (suroeste)                     | 13+13         | Vasiliy Prosekov (FC Ekibastuz) Aleksei Shakin (CSKA Almaty)                                             | 16            |
| 2005      | FC Ekibastuz (noreste) FC Kaisar Kyzylorda (suroeste)                 | 13+12         | Vasiliy Prosekov (FC Ekibastuz)                                                                          | 34            |
| 2006      | FC Avangard Petropavlovsk (noreste) FC Zhetysu Taldykorgan (suroeste) | 13+14         | Rustam Usmanov (FC Zhetysu Taldykorgan)                                                                  | 32            |
| 2007      | FC Kazajmys Satpáyev                                                  | 14+12         | Geysar Alakbarzadeh (FC Kazakhmys)                                                                       | 23            |
| 2008      | FC Kazajmys Satpáyev                                                  | 14            | Igor Abdusheev (Aktobe-Zhas)                                                                             | 27            |
| 2009      | FC Kairat Almaty                                                      | 14            | Aleksei Maltsev (FC Akzhayik)                                                                            | 19            |
| 2010      | FC Vostok Oskemen                                                     | 18            | Dauren Kussainov (FC Sunkar Kaskelen)                                                                    | 27            |
| 2011      | FC Sunkar Kaskelen                                                    | 17            | Kanat Akhmetov (Aktobe-Zhas)                                                                             | 24            |
| 2012      | FC Ile-Saulet                                                         | 16            | Kuanysh Begalin (FC Ekibastuzets)                                                                        | 22            |
| 2013      | FC Kaisar Kyzylorda                                                   | 18            | Zhassulan Moldakaraev (FC Kaisar Kyzylorda)                                                              | 28            |
| 2014      | FC Okzhetpes Kokshetau                                                | 15            | Konstantin Zadorozhniy (FC Sunkar Kaskelen)                                                              | 23            |
| 2015      | FC Akzhayik                                                           | 13            | Oleg Khromcov (FC Akzhayik)                                                                              | 28            |
| 2016      | FC Kaisar Kyzylorda                                                   | 10            | Akeksey Shakin (FC Altai Semey)                                                                          | 14            |
| 2017      | FC Zhetysu Taldykorgan                                                | 9             | Boško Stupić (FC Kyzylzhar)                                                                              | 13            |
| 2018      | FC Okzhetpes Kokshetau                                                | 12            | Abylaikhan Makhambetov (FC Kyran Shymkent)                                                               | 20            |
| 2019      | FC Kyzylzhar                                                          | 14            | Aidos Tattybaev (FC Caspiy)                                                                              | 19            |
| 2020      | FC Aktobe (Conferencia 1) FC Atyrau (Conferencia 2)                   | 7+7           | Oleg Hromțov (FC Akzhayik)                                                                               | 9             |
| 2021      | FC Aksu                                                               | 12            | Miras Turlybek (FC Aksu)                                                                                 | 21            |
| 2022      | FC Okzhetpes Kokshetau                                                | 14            | Ruslán Bólov (FC Okzhetpes Kokshetau)                                                                    | 24            |
| 2023      | FC Spartak Semey                                                      | 15            | Mykola Ahapov (FC Akzhayik)                                                                              | 23            |

## Palmarés
| Club                      | Títulos | Años de los campeonatos   |
| ------------------------- | ------- | ------------------------- |
| FC Kaisar Kyzylorda       | 4       | 1995, 2005-SO, 2013, 2016 |
| FC Okzhetpes Kokshetau    | 4       | 2003-NE, 2014, 2018, 2022 |
| FC Ordabasy Shymkent      | 2       | 1998, 2001                |
| FC Zhetysu Taldykorgan    | 2       | 2006-SO, 2017             |
| FC Kazajmys Satpáyev      | 2       | 2007, 2008                |
| FC Aktobe                 | 2       | 2000, 2020-C1             |
| FC Caspiy                 | 1       | 1994                      |
| Ferro Aktobe              | 1       | 1997                      |
| Dinamo Shymkent           | 1       | 1999                      |
| FC Ekibastuzets           | 1       | 2002                      |
| FC Yassi Shymkent         | 1       | 2003-SO                   |
| FC Bolat Temirtau         | 1       | 2004-NE                   |
| FC Zhambyl                | 1       | 2004-SO                   |
| FC Ekibastuz              | 1       | 2005-NE                   |
| FC Avangard Petropavlovsk | 1       | 2006-NE                   |
| FC Kairat Almaty          | 1       | 2009                      |
| FC Vostok Oskemen         | 1       | 2010                      |
| FC Sunkar Kaskelen        | 1       | 2011                      |
| FC Ile-Saulet             | 1       | 2012                      |
| FC Akzhayik               | 1       | 2015                      |
| Kyzyl-Zhar SK             | 1       | 2019                      |
| FC Atyrau                 | 1       | 2020-C2                   |
| FC Aksu                   | 1       | 2021                      |
| FC Spartak Semey          | 1       | 2023                      |